# Saint-Salvi-de-Carcavès
Saint-Salvi-de-Carcavès is een gemeente in het Franse departement Tarn (regio Occitanie) en telt 88 inwoners (2009). De plaats maakt deel uit van het arrondissement Castres.

## Geografie
De oppervlakte van Saint-Salvi-de-Carcavès bedraagt 11,3 km², de bevolkingsdichtheid is dus 7,8 inwoners per km².
De onderstaande kaart toont de ligging van Saint-Salvi-de-Carcavès met de belangrijkste infrastructuur en aangrenzende gemeenten.

## Demografie
Onderstaande figuur toont het verloop van het inwonertal (bron: INSEE-tellingen).
1. ↑  Populations de référence 2022.